# 2018 års tryck- och yttrandefrihetskommitté
2018 års tryck- och yttrandefrihetskommitté är en parlamentariskt sammansatt grupp med uppdraget att se över grundlagsregerlingen av tryck- och yttrandefriheten. I utredningen författad av kommitten framkom sju huvudområden för utredningen. Bland dessa har det ingått att se över hur möjligheterna att utkräva ansvar i enlighet med yttrandefrihetsgrundlagen står sig i jämförelse med Europakonventionen när det rör sig om satellitsändningar från utlandet. Likaså har kommittén gjort en översyn av webbsändningsregeln. Därtill har kommittén utrett huruvida det krävs ett stärkt stöd för public serivce men även vem som bär ansvaret för digitala böcker utan tryckt förlaga.